# ZO!34
ZO!34 is de streekomroep van de Nederlandse gemeenten Borger-Odoorn, Emmen en Coevorden.

## Geschiedenis
In december 2016 fuseerden Radio Loco/NieuwsNet Coevorden en RTV Emmen tot één streekomroep voor beide gemeenten. De naam van de nieuwe streekomroep werd op 15 december 2016 onthuld tijdens het jaarlijks gehouden Glazen Huis. De omroep was tot juni 2020 gevestigd op een industrieterrein in Emmen; medio juni verhuisde de omroep naar het monumentale Hospershuis. De naam van de omroep komt voort uit de regio (ZuidOost-Drenthe) en de autoweg die beide plaatsen verbindt, de N34. De naam is voortgekomen uit een actie die in de zomer van 2016 werd georganiseerd om de fusie extra kracht bij te zetten. Op 1 september 2022 fuseerde de streekomroep met RTV Borger-Odoorn.

## Radio
Doordeweeks heeft ZO!34 een vergelijkbare programmering met RTV Emmen, waarbij van 17:00 uur tot 22:00 uur een horizontale radio-programmering wordt gehanteerd. Op zaterdag is er in de ochtend een nieuwsmagazine te horen, gevolgd door non-stop muziek. Vanaf 17.00 uur zijn er diverse informatieve programma's en muziek te horen. Op zondagochtend is er plaats voor religieuze programma's. Het programma Thuisbingo - waarbij luisteraars online en via diverse verkooppunten een bingo-lot kunnen kopen - is eveneens overgenomen van RTV Emmen.

## Televisie
Op het televisiekanaal van ZO!34 zijn de radio-uitzendingen te volgen. Daarnaast wordt een kabelkrant aangeboden. Het aantal televisieprogramma's is beperkt en bestaat voornamelijk uit Vlinderstad Superchart en Thuisbingo.
Veel evenementen in Coevorden of Emmen worden live uitgezonden via het televisiekanaal.